# سایوتودیل (اوهایو)
سایوتودیل (به انگلیسی: Sciotodale) یک منطقهٔ مسکونی در ایالات متحده آمریکا است که در شهرستان سیوتو، اوهایو واقع شده‌است. سایوتودیل ۵٫۱ کیلومتر مربع مساحت و ۱٬۰۸۱ نفر جمعیت دارد و ۱۸۲ متر بالاتر از سطح دریا واقع شده‌است.